# مامپورال
مامپورال (به اسپانیایی: Mamporal) یک منطقهٔ مسکونی در ونزوئلا است که در Buroz واقع شده‌است.